# Prowincja św. Wojciecha i św. Stanisława Zakonu Braci Mniejszych Kapucynów w Warszawie
Prowincja św. Wojciecha i św. Stanisława Zakonu Braci Mniejszych Kapucynów w Warszawie − jedna z dwóch aktualnie istniejących prowincji Zakonu Braci Mniejszych Kapucynów w Polsce.
Patronami prowincji są św. Wojciech i św. Stanisław ze Szczepanowa. Siedzibą prowincjała jest klasztor w Warszawie przy ul. Kapucyńskiej 4.
Bracia tej prowincji pracują poza granicami Polski na Białorusi, w Szwecji, na Łotwie i w Gabonie. Pojedynczy bracia lub grupy braci posługują w: Wielkiej Brytanii, Australii, Gwatemali, Turcji, we Włoszech (Loreto, Rzym) oraz w Stanach Zjednoczonych.

## Klasztory w Polsce
Prowincja ta liczy w Polsce 18 wspólnot:
- Biała Podlaska[5]
- Bydgoszcz
- Gorzów Wielkopolski[6]
- Krynica Morska[7]
- Lubartów[8]
- Lublin I (ul. Krakowskie Przedmieście 42)[9]
- Lublin II (al. Kraśnicka 76)[10]
- Łomża[11]
- Mogilno[12]
- Nowe Miasto nad Pilicą[13]
- Olsztyn[14]
- Orchówek[15]
- Rywałd Królewski[16]
- Serpelice[17]
- Warszawa[18]
- Warszawa - Kuria Prowincjalna[19]
- Zakroczym I[20]
- Zakroczym - Centrum Duchowości "Honoratianum"[21]

## Klasztory na Białorusi
- Dokszyce - kościół Trójcy Przenajświętszej
- Lipniszki - kościół św. Kazimierza w Lipniszkach
- Mińsk - kościół św. Franciszka z Asyżu
- Mołodeczno - kościół św. Ojca Pio
- Słonim - kościół św. Andrzeja, Kościół Matki Bożej Królowej Pokoju
- Smolewicze - kościół św. Walentego w Smolewiczach[22]